# Tetrablemma vietnamense
Tetrablemma vietnamense är en spindelart som beskrevs av Pekka T. Lehtinen 1981. Tetrablemma vietnamense ingår i släktet Tetrablemma och familjen Tetrablemmidae.
Artens utbredningsområde är Vietnam. Inga underarter finns listade i Catalogue of Life.